# Ахимса
Ахимса или още ахинса (санскрит: अहिंसा) означава ненасилие и е една от най-важните етични основи на индуизма, джайнизма и будизма. Човек, който практикува ахимса, обикновено яде вегетарианска храна. Религиозният човек, който практикува ахимса не участва в жертвоприношение на животни.
През двадесети век Мохандас Карамчанд Ганди и Мартин Лутър Кинг макар и по различни начини следват принципа ахимса – те се борят за правата на обикновените хора в Индия и САЩ, без да се стига до насилие.

## В будизма
В будизма първият от петте основни обета (предписания), които се полагат по своя воля от тези, които го практикуват е „Аз давам обет да не убивам никое живо същество“. В будизма убиването на живо същество, заради страст се счита за „хинса“ (нараняване), а въздържането от такъв акт се нарича „ахинса“ (ненараняване или ненасилие).

## В индуизма
В Йога-сутра от Патанджали, класическия наръчник за йога, ахинса принадлежи към първата (яма) от осем степени на йога.

## Цитат
- Vijay K. Jain (Ed.), Foreword by Acharya Vidyanand Muniraj (2012). Amritchandra's Purushartha Siddhyupaya: Realization of the Pure Self, With Hindi and English Translation. Vikalp Printers. ISBN 978-81-903639-4-5.